# Olivia Olson
Olivia Rose Olson, född 21 maj 1992, är en amerikansk skådespelare, mest känd för sin biroll Joanna Anderson i filmen Love Actually, där hon sjöng Mariah Careys All I Want For Christmas. Hon gör även amerikanska rösten till Vanessa Doofinshmirtz i Disney-serien Phineas and Ferb och Marceline i Cartoon Network-serien Adventure Time.